# Franz Gotthardi
Franz Gotthardi (ungarisch Ferenc Gotthardi; geboren 1750, vermutlich in Pest; gestorben im Juli 1795 in Wien) war ein österreichisch-ungarischer Polizeibeamter und Leiter der habsburgischen politischen Geheimpolizei in Wien.
Gotthardi war ursprünglich Kaufmann und Kaffeehausbesitzer in Pest. Unter Joseph II. avancierte er zum Polizeidirektor in Pest und Rat der Ofener Statthalterei und organisierte für die Habsburger das Spitzelwesen in Ungarn.
Nachdem er Ungarn verlassen musste, kehrte er nach Wien zurück, wo er unter Leopold II. kaiserlich-königlicher Rat und Verwaltungsdirektor des Wiener Nationaltheaters wurde, tatsächlich und hauptsächlich aber Leiter der habsburgischen Geheimpolizei und Acquisiteur von Spitzeln und Konfidenten, wobei vor allem die Überwachung und das Ausspionieren der Umtriebe der Freimaurer, Illuminaten und Jesuiten seine Aufgaben waren.
Zu dem von ihm angeworbenen Spitzeln gehörten auch Ignaz Joseph Martinovics und der Schriftsteller Leopold Alois Hoffmann.
Unter Franz II. wurde er abgesetzt, in Zusammenhang mit der sogenannten Jakobinerverschwörung 1795 angeklagt und zu 35 Jahren Kerker verurteilt.